# Louise Simonson
Louise Simonson (Atlanta (Georgia), 26 september 1946) is een Amerikaans stripauteur. Ze werd geboren als Mary Louise Alexander en stond ook een tijdje bekend als Louise Jones. Simonson was (mede)bedenker van onder andere Apocalypse, Cable, Steel, Power Pack en Rictor.
Simonson is vooral bekend van haar werk bij Marvel Comics aan titels als Power Pack, X-Factor en New Mutants. Tevens werkte ze bij DC Comics aan Superman en Steel. Ze wordt weleens genoemd bij haar bijnaam, "Weezie"'.
In 1971 stond Simonson model voor tekenaar Berni Wrightsons omslag voor DC Comics' House of Secrets nr. 92 (juni-juli 1971), een strip die vooral bekend is voor de introductie van het wezen Swamp Thing.
Drie jaar later, in 1974, begon Simonson (toen nog bekend als Jones) met haar professionele stripboekcarrière bij Warren Publishing. Ze maakte promotie van assistente tot redacteur voor de stripbladen Creepy, Eerie, en Vampirella. Eind 1979 verliet ze het bedrijf.
In januari 1980 kwam ze bij Marvel Comics, waar ze aanvankelijk werkte als redacteur voor de Uncanny X-Men. Vier jaar lang bleef ze redacteur van deze stripserie.
Louise Jones leerde stripboekschrijver en tekenaar Walt Simonson kennen in 1973, en de twee trouwden in 1980. Eind 1983 stopte ze met haar redacteurswerk bij Marvel, en probeerde werk te vinden als freelance schrijver. Onder de naam "Louise Simonson" werd ze freelance schrijver met verschillende opdrachten van haar voormalige werkgever, Marvel. Ze hielp onder andere haar man met de graphic novel Star Slammers.
In augustus 1984 bedachten Simonson en tekenaar June Brigman de serie Power Pack. De serie was meteen een succes. Simonson zou het grootste deel van de serie schrijven, en kleurde zelfs deel 18.
In 1986 keerde Simonson terug bij de X-boeken, en begon te werken aan de X-Men spin-off X-Factor vanaf deel 6. In dat deel introduceerden zij en tekenaar Jackson Guice de mutant Apocalypse, een personage dat voortaan een belangrijke rol zou spelen in veel X-Men verhalen. Vanaf deel 10 werd ze geholpen door haar man bij het tekenwerk. Na deel 61 (1991) stopte ze met de serie.
Simonson (als Louise Jones) was ook redacteur van een andere X-Men spin-off, The New Mutants (1e serie) bij hun debuutalbum in 1983. In deel 21 van deze serie had ze zelf een cameo. Vanaf deel 55 werd ze ook de schrijver van deze serie gedurende 3,5 jaar. Gedurende deze periode introduceerden zij en tekenaar Rob Liefeld het personage Cable, die net als Apocalypse een grote rol zou gaan spelen in latere X-Men verhalen.
In 1990 begon Simonson ook te schrijven voor Marvels’ grootste concurrent, DC Comics. Zij, tekenaar Jon Bogdanove, en redacteur Mike Carlin lanceerden een nieuwe Superman serie, Superman: Man of Steel — een titel waar ze acht jaar lang voor zou blijven schrijven. Gedurende deze tijd was ze een van de belangrijkste medewerkers aan de The Death of Superman verhaallijn. Gedurende die verhaallijn introduceerden Simonson en Bogdanove hun eigen personage Steel, die uiteindelijk zijn eigen stripserie kreeg.
In 1999 keerde Simonson terug bij Marvel om te schrijven aan een nieuwe Warlock serie, met in de hoofdrol een personage uit haar New Mutants strips.
In 2002 en 2003 schreef Simonson twee boeken voor tieners gebaseerd op de Justice League animatieserie: Wonder Woman (The Gauntlet) en Wild at Heart gepubliceerd door Bantam Books.
Naast het schrijf en tekenwerk verscheen Simonson vaak samen met haar man in klassen waar ze een Graphic Storytelling cursus gaven aan Manhattans School of Visual Arts in de jaren 90.